# Dân Phong
Dân Phong (tiếng Trung: 民丰县; bính âm: Mínfēng xiàn Uyghur: نىيە ناھىيىسى‎, ULY: Niye Nahiyisi, UPNY: Niyə Nah̡iyisi?) là một huyện của địa khu Hotan, khu tự trị Tân Cương, Trung Quốc.

### Trấn
- Nặc Nhã (尼雅镇)

### Hương
- Nặc Nhã (尼雅乡)
- Nhược Khắc Nhã (若克雅乡)
- Tát Lặc Ngô Tắc Khắc (萨勒吾则克乡)
- Hiệp Diệc Khắc (叶亦克乡)
- An Địch Nhĩ (安迪尔乡)